# Фури ду През
Фури ду През (енгл. Fourie du Preez; 24. март 1982) професионални је рагбиста и репрезентативац ЈАР, који тренутно игра за Сантори Санголијат у јапанској рагби лиги. Висок 182 цм, тежак 91 кг, пре Санторија играо је за Булсе. За "спрингбоксе" је до сада одиграо 74 тест мечева и постигао 75 поена.